# NGC 3678
NGC 3678 (другие обозначения — UGC 6443, MCG 5-27-71, ZWG 156.75, WAS 21, KUG 1123+281, PGC 35177) — спиральная галактика в созвездии Льва. Открыта Джоном Гершелем в 1831 году.
Этот объект входит в число перечисленных в оригинальной редакции «Нового общего каталога».
В галактике вспыхнула сверхновая SN 2004gr типа II, её пиковая видимая звездная величина составила 17,9.